# Libertad real
El término Libertad real fue acuñado por el filósofo político y economista Philippe van Parijs; se expande desde la noción de libertad negativa incorporando aspectos institucionales, recursos y capacidad personal a las elecciones que puede llevar a cabo una persona durante su vida.
Para tener una libertad real, según Van Parjis un individuo debe:
- No ser impedido en la ejecución de su voluntad (tal y como describe la libertad negativa) y
- Poseer los recursos y capacidades para poder llevarla a cabo

Bajo esta concepción, un agente moral puede "negativamente", decidir tomarse unas vacaciones en Hawái, porque nadie le está obligando a que no lo haga (la primera condición se cumple), pero no puede "realmente" hacerlo porque no puede pagarse el billete de avión (la segunda condición no se cumple). De forma análoga, alguien puede "negativamente" cruzar a nado el Canal de la Mancha, pero no es realmente libre, ya que no es un nadador suficientemente capacitado para conseguirlo con éxito.
La libertad real es, entonces, cuestión de grado: una persona es más o menos realmente libre, y no solo libre o no, y nadie tiene una libertad real completa.
La libertad real supera a la libertad negativa, añadiendo la idea de la posibilidad de ejercitar una capacidad o recurso en ausencia de restricción, pero no va tan lejos como otras ideas de libertad positiva haciendo referencia al autogobierno total.
Van Parijs utiliza el concepto de Libertad Real como parte de su argumento por una Renta básica universal.